# Kuopion Palloseura
Kuopion Palloseura – fiński klub piłkarski z siedzibą w mieście Kuopio, rozgrywający mecze na stadionie Magnum Areena.

## Osiągnięcia
- Mistrz Finlandii (7): 1956, 1958, 1966, 1974, 1976, 2019, 2024
- Wicemistrz Finlandii (12): 1950, 1954, 1964, 1967, 1969, 1975, 1977, 1979, 2010, 2017, 2021, 2022
- Puchar Finlandii (5): 1968, 1989, 2021, 2022, 2024
- Puchar Ligi Fińskiej (1): 2006

## Historia
KuPS założony został w 1923 roku. Jest jednym z najsilniejszych klubów w dziejach fińskiego futbolu – zajmuje 4 miejsce w tabeli wszech czasów pierwszej ligi Finlandii (zwanej od 1991 roku Veikkausliiga).
KuPS rozegrał w pierwszej lidze 50 sezonów, zdobywając sześciokrotnie mistrzostwo Finlandii i dwunastokrotnie wicemistrzostwo. Ponadto klub czterokrotnie zdobywał Puchar Finlandii oraz ma na koncie liczne sukcesy w rozgrywkach młodzieżowych.
W roku 2006 klub zajął 13 miejsce w pierwszej lidze i spadł do drugiej ligi (Ykkönen).
Nieobecność w pierwszej lidze trwała tylko jeden sezon, bo w 2007 roku klub wywalczył mistrzostwo drugiej ligi i jednocześnie awans do Veikkausliigi.

## Dotychczasowi trenerzy
- 1945–1957: Aaro Heikkinen
- 1947: Imre Nagyn
- 1958: Martti Kosma
- 1959: Reino Miettinen
- 1960: Veijo Pehkonen
- 1960: Asser Väisänen
- 1961–1965: Aaro Heikkinen
- 1966–1968: Gunnar Boman
- 1969–1971: Veikko Jokinen
- 1969–1971: Unto Nevalainen
- 1972–1979: Martti Räsänen
- 1980: Matti Terästö
- 1980: Jarmo Flink
- 1981: Ari Savolainen
- 1982: Matti Väänänen
- 1983–1985: Bogusław Hajdas
- 1986: Jouko Pasanen
- 1987: Jouko Pasanen
- 1987: Aarre Miettinen
- 1988: Heikki Turunen
- 1988: Aarre Miettinen
- 1989: Heikki Turunen
- 1989: Markku Hyvärinen
- 1989: Olavi Rissanen
- 1990–1991: Martti Räsänen
- 1990–1991: Olavi Rissanen
- 1992: Martti Räsänen
- 1992: Jouni Jäntti
- 1992: Markku Hyvärinen
- 1993–1994: Keijo Voutilainen
- 1995–1996: Hannu Turunen
- 1995–1996: Atik Ismail
- 1997–1998: Jouni Jäntti
- 1998: Ensio Pellikka
- 1999: Heikki Turunen
- 2000–2001: Esa Pekonen
- 2002–2003: Jari Pyykölä
- 2003: Ismo Lius
- 2004–2006: Juha Malinen
- 2007–2009: Kai Nyyssönen
- 2009–: Esa Pekonen